# S/2021 J 2
S/2021 J 2 är en av Jupiters månar. Den upptäcktes år 2021 av Scott S. Sheppard. S/2021 J 2 är cirka 1 kilometer i diameter och roterar kring Jupiter på ett avstånd av cirka 21 197 500 kilometer.
S/2021 J 2 har ännu inte fått något officiellt namn.